# Mino Vergnaghi
Mino Vergnaghi, (n. 10 aprilie 1955, Trivero, Piemont, Italia) este un cântăreț și compozitor italian.